# Волонтерівський клуб (Маріуполь)

Волонтерівський клуб (Маріуполь). Садовий фасад у бік поселення, виконаний за типовим проектом.

Волонтерівський клуб (також Волонтьоровський клуб) — колишня культурно-дозвільна споруда в поселенні Волонтерівка в місті Маріуполь (зруйнована).

## Історія
Волонтерівський клуб — на вул. Брестській — непоправна втрата вартісної архітектурної пам'ятки в стилі сталінського ампіру в кінці 1990-х років. Околиця країни, Маріуполь — не багатий на капітальні, кам'яні, історичні споруди. В переліку небагатьох архітектурних споруд середини 20 століття — Будинки зі шпилями, палац культури Будівельників на вул. Азовстальська, палац культури «Маріуполь» (проспект Металургів), споруда покинутого колишнього кінотеатру імені Леніна в поселенні Троїцький.
Волонтерівський клуб — виходив головним фасадом на вул Брестську і мав шестиколонний портик та відкриту лоджію на другому поверсі. Він мав типове розпланування і створений за типовим проектом. Більш індивідуальним був протилежний фасад, що мав бічні ризаліти, колонаду і відкриту лоджію, повернуті у бік поселення. За незвичним варіантом був створений і дах споруди, що помітно відрізняло споруду від пересічної і бідної архітектури передмістя.
Волонтерівський клуб був вибудований радянськими в'язнями, від яких не зберегли ні могил, ні пам'яті. В старовинному поселенні Волонтерівка, віддаленому від центру Маріуполя, клуб мимоволі став центром суспільного життя, де були власна бібліотека, кінозал, низка приміщень гуртків для дітей і юнацтва. Бібліотекою клубу до його руйнації користувалось більше трьох тисяч осіб.
Волонтерівський клуб також відвідували мешканці дальніх поселень — з Приморська, Сартани, що збільшувало можливості культурного дозвілля для юнацтва і молоді на околиці Маріуполя. Споруда клубу не була в комунальній власності міста і його безжально продали в приватну власність, скоротивши робочі місця і без того небагатих бюджетників. Ігнорування власних працівників і їх потреб, що стало законом в добу дикого капіталізму, призвело до повного занепаду триповерхової будівлі. Розлючені байдужістю місцевої влади, мешканці поселення почали руйнувати покинуту споруду на будівельні матеріали. Небезпечні залишки споруди були остаточно поруйновані працівниками заводу ім. Ілліча, позаяк руїни могли обвалитися на людей. Знищення споруди клубу було тихо проігнороване і громадськістю міста, і його архітекторами, і чиновниками.
Тенденція ліквідації культурно-дозвільних споруд і закладів в Кальміуському (колишньому Іллічівському) районі не припинилася. 2013 року ліквідовані бібліотеки в поселеннях «Мирний» та «Азовкільце». Ліквідація культурно-дозвільних споруд і закладів не супроводжується створенням нових закладів, що заміняють ліквідовані, від чого не виграє ніхто, в першу чергу діти та юнацтво.